# Динос

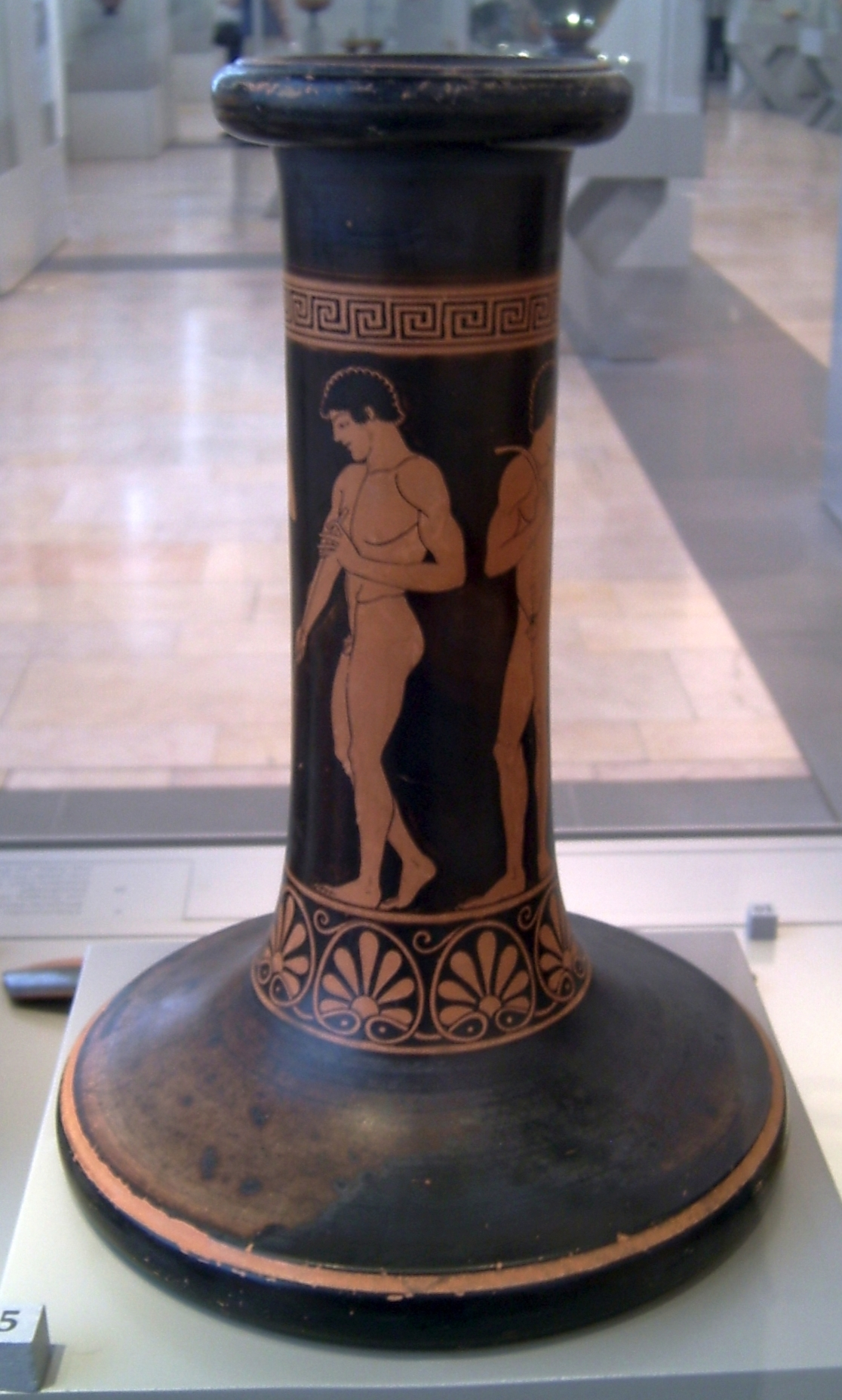
Подставка под динос вазописца Антифона. Ок 490 г. до н. э. Обнаружен в Помарико. Античное собрание. Берлин

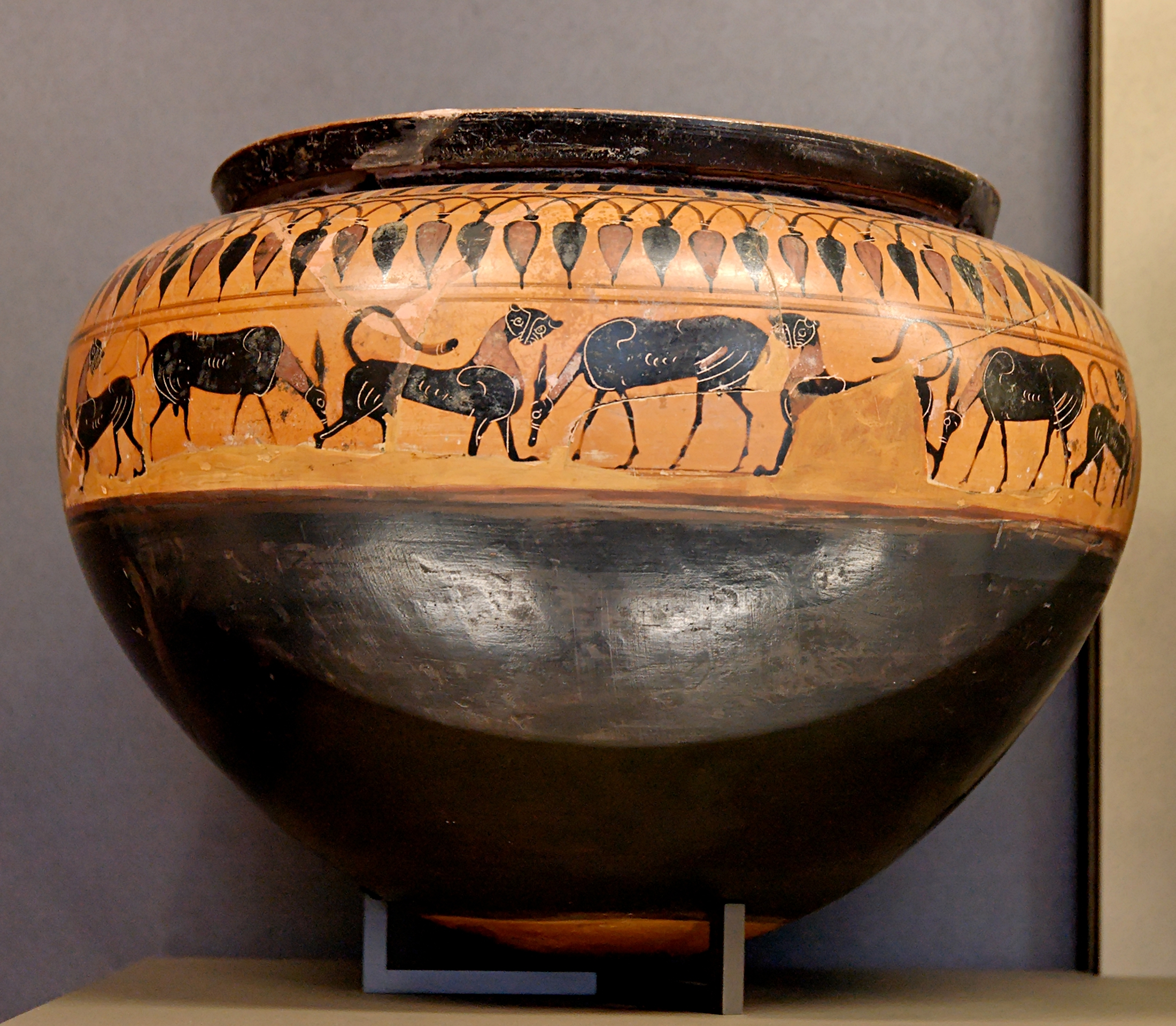
Динос неизвестного аттического мастера. Ок. 540 г. до н. э. Лувр

Динос (лат. Dinos) — в классической археологии крупный сосуд с полукруглым туловом, керамический или металлический. Как правило, динос устанавливался на искусно выполненной подставке. Как и кратеры, диносы использовались для смешивания вина с водой.
В античных письменных источниках упоминается сосуд для питья под названием «дейнос» или «динос», по форме похожий на человеческую голову. Однако этот сосуд пока не идентифицирован среди археологического материала.
В древнегреческой мифологии Диносом звали одного из коней Диомеда.